# 임페리얼 칼리지 런던
임페리얼 칼리지 런던(Imperial College London) 혹은 줄여서 임페리얼 칼리지는 영국 런던의 부촌인 켄싱턴·첼시 (Royal Borough of Kensington and Chelsea)에 위치해 있는 자연과학, 공학, 의학, 경영학분야 특화 대학교이다. 연구 중심 대학으로서 2013년 기준 전체 교수진 중 무려 72명이 영국 학자에게 주어지는 최고의 영예인 왕립학회 펠로쉽을 보유하고 있으며, 현재까지 모두 14명의 과학분야 노벨상 수상자를 배출하였다.
인디펜던트 지(紙)의 자료에 따르면 학부 신입생의 영국대입시험(A-level) 평균점수는 570점으로 케임브리지 대학교 (614점), 옥스포드 대학교 (580점)에 이은 3위이며, 지원자 대비 최종 합격률은 14.3%으로 입학심사과정이 매우 까다로운 학교 중 하나이다. 또한 졸업 이후의 학생들의 성과로도 유명하여 영국 교육통계청 (HESA)의 자료에 의하면 졸업생의 평균 초봉이 영국 모든 대학들중 가장 높은 것으로 조사되었으며, 미국 뉴욕 타임즈에서 전 세계 20개국 일류기업들을 대상으로 한 선호 대학 졸업생 조사에서 전 세계 9위를 차지하였다.
세계경제포럼이 선정한 세계 최상위 26개 대학 중 하나이기도 하다. 한국 언론에서 자주 보도되는 QS 랭킹 2014-2015년에서는 전 세계 2등을 차지하였다 (1위는 MIT, 공동 2위로 캠브릿지와 임페리얼, 4위는 하버드가 차지하였다). 또한, 타임스 선정 영국 내 대학순위에서는 3위를 차지하는 등 세계적인 명성을 얻고 있다.

## 역사와 현재
영국 국왕 에드워드 VII에 의하여 1907년 이공계와 의학에 중점을 둔 대학교로 설립되어, 런던 대학교(University of London)연합체의 일부를 이루고 있었지만, 2007년 7월에 공식적으로 탈퇴하여 지금은 완전히 독립적인 대학이 되었다. 2002년까지 “Imperial College of Science, Technology and Medicine”이라고 불리었으나 이후 공식명칭이 변경되어 “Imperial College London,” 짧게는 “Imperial”이라 불리고 있다. 2014년 현재 기준으로 자연과학부, 공과대학부, 의과대학 3개의 분과(Faculty) 아래 40여개의 학과(Department)와 연구기관 (Research Institute)으로 이루어져 있으며, 이외에도 학위를 수여하지 않는 소규모 인문교양학부를 별도로 운영하고 있다. 이에 2003년에 경영전문대학원(Imperial College Business School)이 추가로 설립되어 현재에 이른다. 총 재학생 수는 학부 8000여 명, 대학원 5000여명 포함 약 13000명이다.
2013년 11월 박근혜 대통령이 영국 국빈방문 기간 중 방문하였으며, 이때 한국과학기술원 KAIST와 최문기 미래창조과학부 장관, 강성모 KAIST 총장, 제임스 스털링(James Stirling) 임페리얼 교학부총장 등 양 대학 관계자 20여명이 참석한 가운데 '교육과 과학기술 협력을 위한 양해각서(MOU)'를 체결하였다.
임페리얼은 2010년 기준 연(年) 30억 파운드의 정부 연구지원금을 받고 있으며, 총 약 3000여명의 교수와 연구원을 보유하고 있다. 현 총장(Rector)은 스탠포드, 메사츄세스 공과대학 (MIT), 리하이 대학교 교수를 역임한 화학공학자인 Alice P. Gast이다.

## 의과대학
임페리얼 대학교 의학과 (Faculty of Medicine)은 영국에서 가장 규모가 큰 의학부로서 산하 및 협력 병원으로 런던의 주요 거점 10개 병원을 가지고 있다. 페니실린을 발견한 알렉산더 플레밍경(Sir Alexander Fleming)을 포함 지금까지 총 다섯명의 노벨 생의학상 수상자를 배출하였으며, 페니실린, 헤로인, 심전도검사(ECG)등의 역사적인 발견으로 잘 알려져 있다. 한국과는 2007년 서울 아산병원과의 공동 연구 협약을 체결한 이후, 지속적이고 활발한 공동연구를 지속하고 있다.
1821년에 설립된 체링 크로스 병원이 모태로, 1988년 세인트메리병원의과대학과 (St. Mary's Hospital), 1995년 국립심장·폐연구소를 병합하면서 별도의 의학부가 설립되었으며 1997년 8월, 웨스트민스터병원의과대학, 로열의과대학원을 추가로 합병하여 현재에 이른다. 2000년 8월에는 케네디류머티스학대학을 병합하여 산하 류머티스학과로 편입하였다. 2014년 현재 임상의학 연구소 (Institute of Clinical Sciences), 공공보건과 (Department of Public Health), 의학과 (Department of Medicine), 외과수술 및 암 연구학부 (Department of Surgery and Cancer), 국가 심장 및 폐 연구소 (National Heart and Lung Institute), 케네디 류마티스 연구소 (Kennedy Institute of Rheumatology)으로 이루어져 있다.
영국대입시험 A-Level에서 최소 AAAb를 받은 약 3천여명의 지원자 중, 서류심사, BMAT 시험과 교수면접을 통하는 까다로운 심사과정을 통해 매년 280여명의 신입생을 선발한다.

## 자연과학대학
임페리얼 대학교 자연과학대학 (Faculty of Natural Science)는 4개의 학과 (물리학과, 수학과, 화학과 그리고 생명과학과)와 함께 7개의 연구센터 (환경정책연구소, 화생물학 연구소, 그랜텀 기후변화 연구소 등)로 이루어져 있다. 1200명이 넘는 교수와 연구원들이 소속되어 있으며, 쉘, GSK, 마이크로소프트, 인텔 등을 포함한 300여개의 회사들과 산학협력관계를 맺고 있다.
물리학과의 경우 9개의 세부분과와 4개의 특별연구소로 이루어져 있으며, 18명의왕립학회 펠로우를 포함하여 총 140여명의 교수진이 소속되어 있다.. 노벨상 수상자들이자 7,80년대 학과장을 역임했던 패트릭 블랙캣 남작 (Baron Patrick Blackett)과 압더스 살람 (Abdus Salam)의 선도하에 유럽에서 가장 규모가 크고 다양한 연구가 진행되는 물리학과 중 하나로 성장하여 현재에 이른다. 화학과는 1845년 알버트 공 (Prince Albert)에 의해 설립된 왕립 화학대학교에 그 모태를 찾을 수 있다. 현재 52명의 교수진을 포함한 200여명의 연구원이 소속되어 있으며, 지금까지 총 네명의 노벨 화학상 수상자를 배출하였다.

## 공과대학
2015년도 공학부문 세계대학학술순위(Academic Ranking of World Universities, ARWU) 6위, 2014년도 ARWU Engineering 8위, U.S. News 랭킹 12위, The Times 랭킹 6위의 자료로부터 알 수 있듯이, 매년 강세를 보이고 있는 임페리얼 칼리지의 공학부(Faculty of Engineering)는 기계공학, 항공학, 의공학, 화학공학, 토목공학, 컴퓨터공학, 지구공학, 전자공학, 재료공학, 디자인공학을 포함한 10개의 학과로 이루어져 있다. 공대에서 가장 강세를 보이고 있는 임페리얼은 '유럽의 MIT'라고 불리며 종종 공대에 특화되어있는 MIT와 라이벌로 비교 된다. 총 1575명의 교수, 연구원, 직원과 5785명의 학생이 소속되어 있는 대학 내에서 가장 규모가 큰 부서이다.